# Alexander de Roo
Alexander de Roo (Leiden, 30 augustus 1955) is een Nederlands GroenLinks politicus. Tussen 1999 en 2004 was hij lid van het Europees Parlement.

## Levensloop
De Roo studeerde scheikunde aan de Technische Universiteit Delft tussen 1972 en 1977 en vanaf 1976 tot 1982 politicologie aan de Universiteit van Amsterdam. In de jaren 70 was hij actief in de anti-kernenergiebeweging.
De Roo is afkomstig uit de Pacifistisch Socialistische Partij. Tussen 1979 en 1983 was hij lid van het partijbestuur van deze partij de laatste twee jaar als vicepartijvoorzitter. Tussen 1982 en 1985 was hij duo-raadslid in de gemeente Amsterdam voor die partij. Hij deelde zijn zetel met Frank Köhler. In 1985 werd hij beleidsmedewerker bij de Groene Fractie in het Europees parlement eerst op het gebied van sociale zaken, later op milieu. Daarnaast was hij tussen 1997 en 1999 voorzitter van de afdeling GroenLinks Brussel.
Tussen 1999 en 2004 was De Roo lid van het Europees Parlement voor GroenLinks. Hij was vicevoorzitter commissie milieubeheer, volksgezondheid en consumentenbeleid. Daarnaast was hij lid van de Economische en Monetaire Commissie, de commissie landbouw en plattelandsontwikkeling en de tijdelijke commissie inzake mond-en-klauwzeer. Ook was hij lid delegatie in de Gemengde Parlementaire Commissie EU-Cyprus en delegatie voor de betrekkingen met de Verenigde Staten. Hij was de Nederlandse Europarlementarier die het meest geciteerd werd in de internationale pers. Als Europarlementariër zette hij zich in tegen geluidshinder, luchtverontreiniging en klimaatverandering. Hij was rapporteur van het Europees Parlement in verschillende wetgevingstrajecten waaronder delen van de implementatie van het Kyoto Protocol. De Roo was daarnaast lid van het bestuur van het Europese Netwerk voor basisinkomen. Voor de verkiezingen van 2004 werd hij door het partijcongres op de derde plek van de lijst gezet, maar omdat GroenLinks maar twee zetels won, werd hij niet verkozen.
De Roo was van 2005-2014 senior adviseur milieu en water bij de provincie Gelderland. In 2009 was de Roo een van meerdere kandidaat-lijsttrekkers van GroenLinks voor de Europees Parlementsverkiezingen van 2009 in een intern referendum. Zijn kandidatuur werd gesteund door Vlaams Europees Parlementariër Bart Staes. De Roo werd vierde in het referendum. De verkiezing werd gewonnen door Judith Sargentini.
Van 2009-2016 was Alexander voorzitter van de Waddenvereniging. Sinds 2016 is hij voorzitter van de Vereniging Basisinkomen, waar hij ijvert voor in voering van een onvoorwaardelijk basisinkomen.

## Voetnoten
1. ↑  Alexander de Roo[dode link] op europarl.europa.eu
2. ↑  GroenLinkser Alexander de Roo meest geciteerde Europarlementariër[dode link] op GroenLinks.nl
3. ↑  Advies kandidatencommissie op GroenLinks.nl